# ヒメオドリコソウ
ヒメオドリコソウ（姫踊り子草、学名: Lamium purpureum）は、ヨーロッパ原産の越年草。道端や庭などによく生えている。また、北アメリカや東アジアにも帰化している。茎頂の包葉が紫紅色を帯びるのが特徴。

## 分布
ヨーロッパを原産地とする。
原生地以外でも道端や空地、畑などのありふれた雑草として知られ、北アメリカでは地域によっては侵入植物種として扱われる。日本では明治時代中期に帰化した外来種で、1893年（明治26年）に松村任三が「東京駒場ニ於テ検出」と報告して以来、徐々に広がる。主に本州を中心に分布しており、東京都や長野県では害草化している。

## 特徴
二年草（越年草）。茎は断面が四角形で、短い毛を持つ。寝た根元で枝分かれして立ち上がり、草丈は10 - 25センチメートル (cm) 、まれに30 cm程度に達する。
葉は対生し、長さ1 - 2 cmの葉柄をもち、下方のものは長柄で、上方のものは柄が短くなって、茎頂では無柄の包葉に移行する。葉身は長さ2 - 4 cm程度の卵円形で縁は鈍い鋸歯を持つ。包葉は三角状卵形で紫紅色を帯びる。葉脈は細い網目状で窪み、全体に皺があるように見える。両面とも毛がまばら生える。葉をもむと悪臭がある。
花期は春。上部の包葉の脇から数個ずつほぼ無柄で花が開き、赤紅色の唇形花で長さは1 cm、上唇片は直立して先に凹みがあり、下唇片が3裂して中央に片が特に大きく、赤い斑点があり、上から見ると放射状に並ぶ。花筒は腹面に大きく膨れる。萼は中央部まで深く5裂し、裂片の縁には長い毛がある。雄蕊が4個、雌蕊が1個つく。果実（分果）は長さ1.5ミリメートル (mm) で3陵がある。
温暖な地域では年間を通じて開花し、他の花が少ない時期にはミツバチにとっては重要な蜜の供給源となる。
しばしばホトケノザ（L. amplexicaule）とともに生えており、葉と花の色が似ているが、上部の葉の色づくこと、葉の先端が尖るほか上部の葉も葉柄を持つことで容易に見分けはつく。
花がないときには、外観的にイラクサ類 (nettle) と似ているが、分類上はかけ離れており（イラクサはイラクサ科）、刺もない。このため英語では "deadnettle" と呼ばれる。
中国・朝鮮半島から日本に分布するオドリコソウ（踊り子草、L. album  var. barbatum）の同属であるが、背丈・葉や花の大きさとも半分以下で小さいため「姫」の名を冠して呼ばれる。花序が環状に並ぶ様子を、踊り子が並んで踊るさまに例えて名づけられたものとされるが、オドリコソウでは花の段の間が広いのに対して、ヒメオドリコソウは互いに接近してつくため、見かけの印象はかなり異なる。
また、近縁にキレハヒメオドリコソウ（モミジバヒメオドリコソウ、L. hybridum）があり、日本でも1990年代以降に帰化が確認されている。
突然変異などで花の色が白くなった個体をシロバナヒメオドリコソウと呼んでヒメオドリコソウと区別することもある。

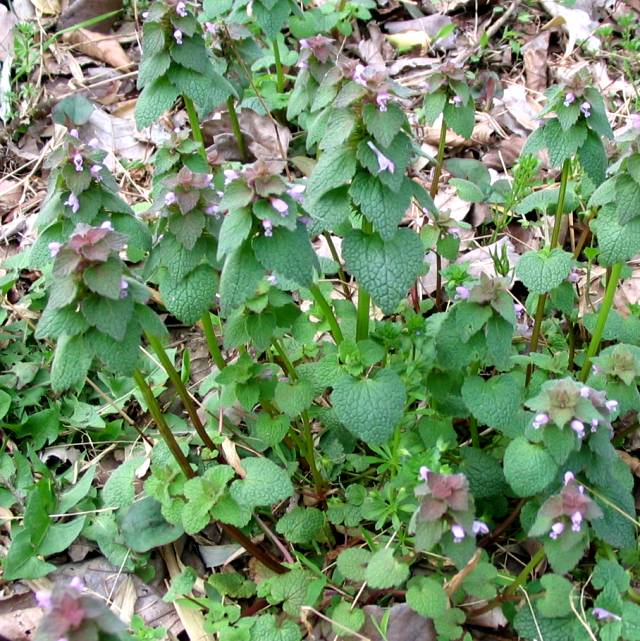
群生するヒメオドリコソウ
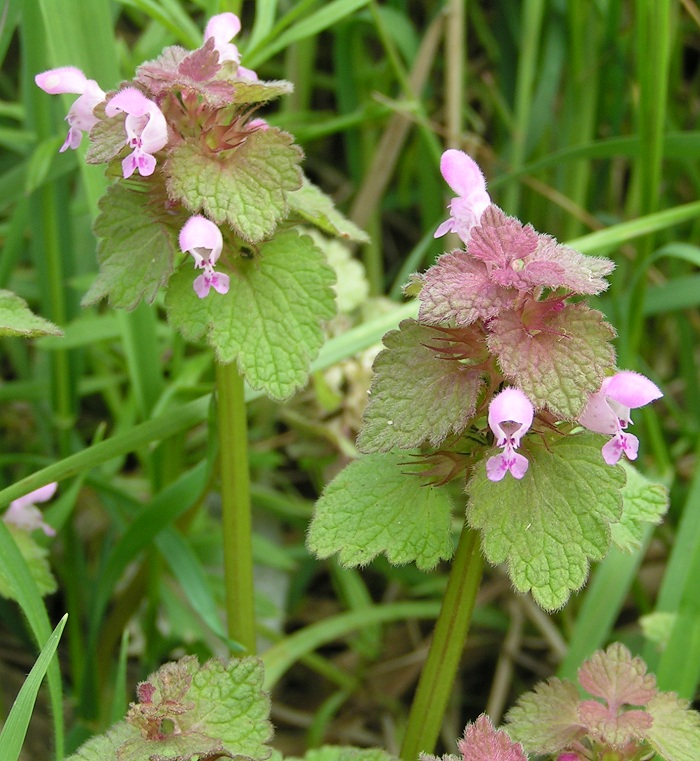
ヒメオドリコソウ（イギリス、エセックス）
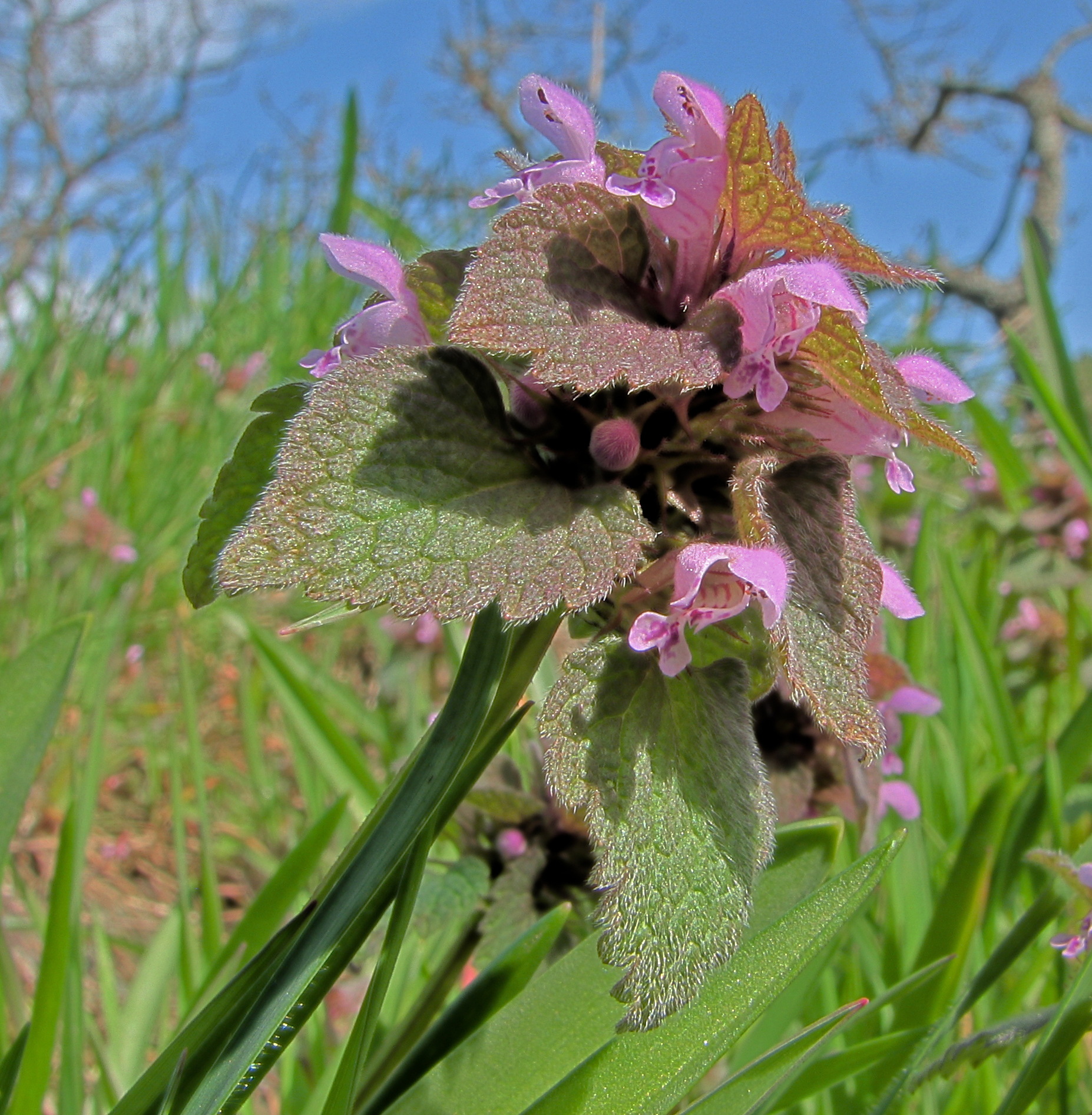
ヒメオドリコソウ（カナダ、バンクーバー島）